# Where There Is No Doctor
Where There Is No Doctor: A village health care handbook (deutsch: „Wo es keinen Arzt gibt: Ein Handbuch für die dörfliche Gesundheitspflege“) ist ein sehr verbreitetes tropenmedizinisches Handbuch für die Behandlung von Patienten in Entwicklungsländern, wo ärztliche Hilfe nicht oder schlecht verfügbar ist. Es geht auf den Biologen David Werner zurück, der im Laufe seines „Project Piaxtla“ im westlichen Mexiko den Bedarf nach einem solchen Handbuch erkannte. Es wurde im Jahre 1973 zunächst auf Spanisch gedruckt – unter dem Titel Donde no hay doctor. Seither wurde es mehrere Male revidiert, über eine Million Exemplare verkauft und in über hundert Sprachen übersetzt.

## Zweck und Inhalt
Während in westlichen Ländern ärztliche Hilfe leicht verfügbar ist (USA: 2,4 Ärzte pro 1000 Einwohner, Deutschland 3,75, Schweiz 4,0), so existiert in Entwicklungsländern wie Ruanda und Senegal auf zehntausend Einwohner bloß ein Arzt, wobei die Anzahl Ärzte pro Kopf zum Beispiel in Sierra Leone und Liberia noch niedriger sein dürfte. Da die Menschen in solchen Gebieten bei vielen medizinischen Problemen ohnehin auf sich gestellt sind, versucht Where There Is No Doctor die Dorfgemeinschaft selbst zu medizinisch kompetenten Helfern zu machen. Das Buch verzichtet zu diesem Zweck weitgehend auf medizinische Fachbegriffe. In zweiter Linie richtet sich das Buch an die Mitarbeiter von Hilfsorganisationen im Bereich Entwicklungs- und Katastrophenhilfe sowie an Abenteuerreisende.
Das Buch deckt alle Aspekte der Medizin ab – von Krebs über Knochenbrüche zu Ringelwürmern, von Malaria über Impfungen bis zur Hygiene und die Anwendung von Arzneimitteln. Auch erklärt das Handbuch, in welchen Fällen externe Hilfe notwendig ist, sei es durch einen behördlichen Gesundheitsmitarbeiter oder einen Arzt.

## Freie Verfügbarkeit und Erweiterungen
Where There Is No Doctor ist als Buch oder CD erhältlich. Der Verleger, die Stiftung Hesperian Health Guides, eröffnete auch eine Webseite, wo 26 verschiedene Sprachversionen des Buches heruntergeladen werden können. Ebenso sind die Illustrationen frei verfügbar, damit die Gesundheitsbehörden basierend auf Where There Is No Doctor Poster und Flyer gestalten können, um die Bevölkerung über Gesundheitsthemen zu informieren.
Eine vollständige Überarbeitung ist im Gange, um neuere Gesundheitsprobleme der Dritten Welt abzudecken, wie zum Beispiel Aids, Krebs, Drogenabhängigkeit, Familienplanung und psychische Gesundheit. Ebenso hat derselbe Verlag mit demselben Zweck wie Where There Is No Doctor weitere Bücher aufgelegt, so zum Beispiel betreffend die Hilfe für blinde Kinder oder Frauenheilkunde.

## Ausgaben
Wie oben beschrieben existieren mehr als 100 verschiedene Übersetzungen des Buches, wovon mehr als zwei Dutzend von der Website des Verlags heruntergeladen werden können. Eine komplette Überarbeitung des Buches ist in Arbeit. Von dieser Neufassung können einige Kapitel bereits eingesehen werden.
- David Werner, Carole Thuman, Jane Maxwell: Where There Is No Doctor: A Village Health Care handbook. 13., revidierte Fassung, 2. Auflage. 2013, ISBN 978-0-942364-15-6 (hesperian.org).
- David Werner, Christian Jack (Anhang): Wo es keinen Arzt gibt: Medizinisches Gesundheitshandbuch zur Hilfe und Selbsthilfe auf Reisen. 11. Auflage. Reise Know-How Verlag, Bielefeld 2008, ISBN 978-3-8317-1019-5 (hesperian.org – Originaltitel: Where There Is No Doctor.).